# 니프티 피프티
니프티 피프티(Nifty Fifty)는 1960년대 말부터 1970년대 초까지의 시기에서 미국의 투자자들이 가장 선호한 50개의 종목을 말한다. 미국에서 처음 쓰인 용어로 코카콜라, 맥도날드 등이 있다. 주로 경기의 흐름을 타지 않으면서 안정적인 우량주를 의미하는 말로 쓰인다.

## 개요
우량주를 뜻한다. 니프티(Nifty)란 '멋진', '맵시있는'이란 뜻으로 안전하면서도 수익성이 높은 우량주 50개 종목을 '니프티 50'으로 분류한데서 니프티 주식이란 개념이 자리잡았다. 이들 종목은 웬만한 악재에도 영향을 받지 않고 유동성과 안정성, 성장성을 두루 갖추었다. 국내에선 2000년대 초반 기관과 외국인이 집중적으로 사들이고 있는 SK텔레콤, 삼성전자, 한국통신, 포항제철, 한국전력 등 핵심블루칩이 니프티 종목으로 부상했다. 니프티 종목은 시장 전체에 큰 영향을 주지 않고도 충분한 물량을 확보할 수 있고 시가 총액이 크다는 특징이 있다. 또 안정성장과 지속적 수익창출이 가능한 재무구조를 갖추고 있다.